# General Campos
Ne doit pas être confondu avec General Manuel Campos.
General Campos est une localité rurale argentine située dans le département de San Salvador et dans la province d'Entre Ríos. Il s'agit du deuxième pôle urbain du département, et compte 3 149 habitants, selon le recensement de 2010.

## Histoire
La ville a été fondée sur le champ El Yeruá donné par Justa Urquiza de Campos, épouse de l'ancien ministre de la Guerre de la Nation, le général Luis María Campos, décédé en 1907, pour construire une gare ferroviaire. On considère que la ville a été fondée le 8 juin 1913 à proximité de la gare de General Campos, lors d'une vente aux enchères des terrains,. Les premières entreprises ont été fondées par Bartolomé Medina, qui avait une poste qui recevait le courrier et fournissait un logement, Florencio Fernández, et l'immigrant juif. Luis Abraham Dreispeil, qui a ouvert un magasin. Ces personnes sont considérées comme les fondateurs de la ville.
General Campos était le centre urbain des colonies juives de Walter Moss, situées à trente kilomètres au nord-ouest de la ville, et de Curbelo, à seulement dix kilomètres dans la même direction. Les immigrants juifs venant de différentes régions de l'Empire russe, d'où ils fuyaient les persécutions et le manque d'opportunités, passaient des colonies à la ville dès qu'ils le pouvaient, car les tâches rurales n'étaient pas leurs métiers, mais ils préféraient la vie urbaine, originaires de villes importantes comme Kiev, Ekaterinoslav (Dniepropetrovsk), Sébastopol et Odessa, entre autres.
Dans les Champs généraux, ils ont installé une synagogue, qui constitue un important patrimoine populaire et a été un témoin de la vie sociale de la ville jusqu'à la grande émigration des enfants d'immigrés du milieu du XXe siècle. La synagogue Unión Israelita de General Campos a été fondée en 1931 et restaurée en 1999. Elle possède comme vestiges une Torah qui provenait de l'ancienne synagogue de Walter Moss, les bancs en bois de cette colonie, et les registres de procès-verbaux du cimetière juif de General Campos, Walter Moss et Curbelo. General Campos faisait partie du département de Concordia jusqu'à la création du département de San Salvador par le biais de la loi provinciale no 8981 adoptée le 6 décembre 1995.

## Éducation
Vers 1910 (bien qu'il n'y ait pas de date précise), l'actuelle école primaire no 12 Justo José de Urquiza a commencé à fonctionner, et depuis 1980, elle occupe l'actuel bâtiment situé à quelques mètres de la place principale. En 1979, l'école secondaire no 1 Carlos Saavedra Lamas a été créée, la première et unique école secondaire de la ville.

## Drapeau universel de la musique
Cet emblème universel a été conçu par le professeur Josefina Mencinelli de Zubizarreta. Sa teinte bleu clair représente le céleste et le sublime dans la musique. Parmi ses symboles figurent le pentagramme et la clé de sol, qui représentent l'universalité et la majesté de la musique. En 1979, le drapeau universel de la musique a été présenté par la Société des auteurs et compositeurs (SADAIC) et officialisé comme tel.

## Économie
La principale activité économique est aujourd'hui l'agriculture primaire, avec de vastes zones de culture du riz. On y cultive également du soja et on y élève des poulets de chair. L'activité industrielle est fondée en complément de la production agricole, principalement la production de riz. Il y a des petites entreprises.

## Religion
| Diocèse  | Concordia                 |
| -------- | ------------------------- |
| Paroisse | Nuestra Señora del Carmen |